# Herbert Stadelmaier
Herbert Stadelmaier (* 4. Dezember 1916 in Hamburg; † 29. Januar 2009) war ein deutscher Gewerkschafter der Gewerkschaft Nahrung-Genuss-Gaststätten.

## Leben

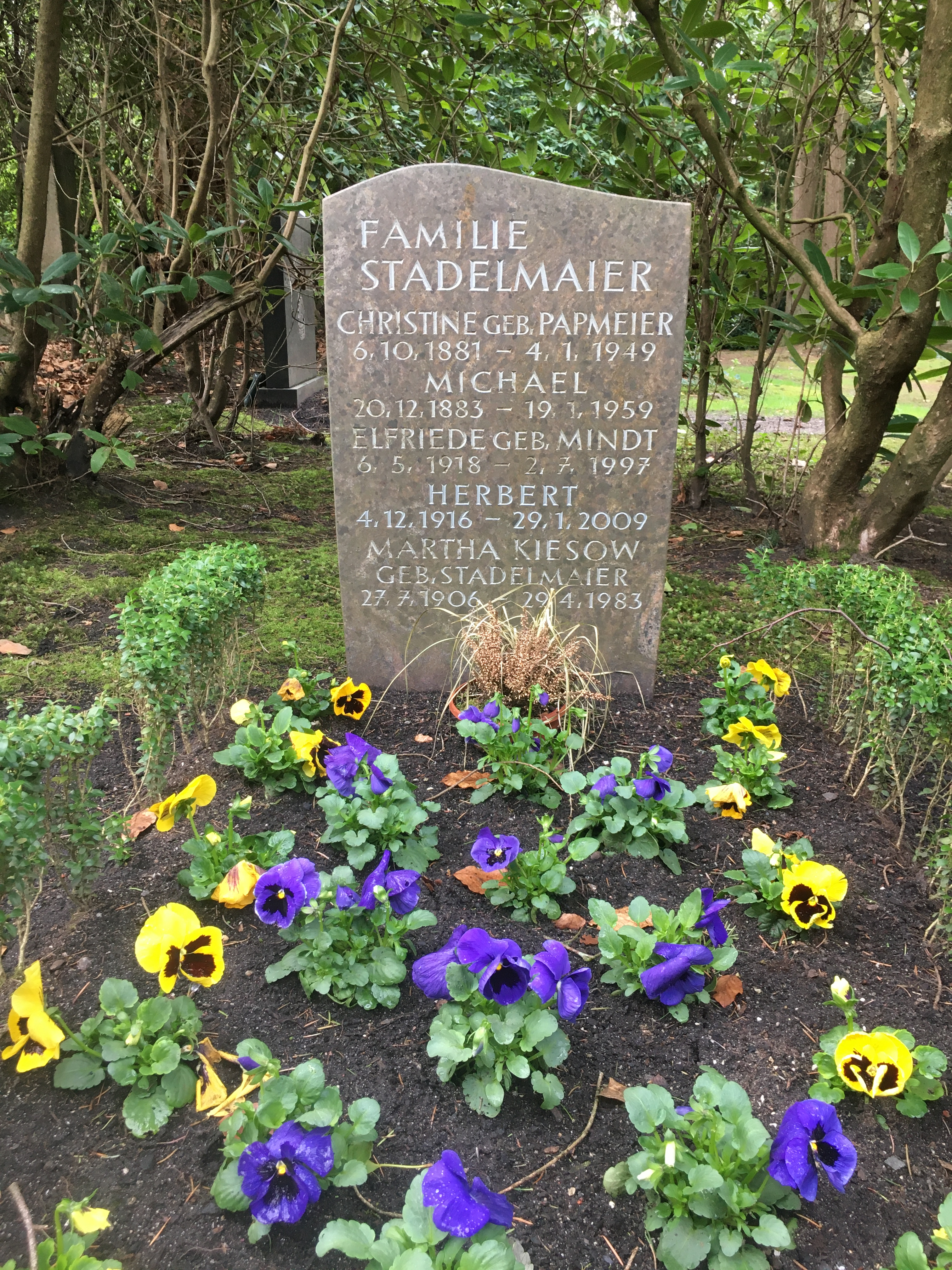
Grabstätte auf dem Friedhof Ohlsdorf

Nach der Mittleren Reife absolvierte er eine kaufmännische Lehre in einer Maschinenfabrik und Mühlenbauanstalt. In derselben Firma war er anschließend tätig. Arbeitsdienst, Wehrdienst und fünfjähriger Kriegseinsatz schlossen sich an. Im Oktober 1945 nach Hamburg zurückgekehrt, trat er sofort der Gewerkschaft und der SPD bei und betätigte sich bis 1948 in der gewerkschaftlichen Jugendarbeit. Am 1. Mai 1946 wurde er zum Hauptkassierer der Hamburger Ortsverwaltung des Verbands der Nahrungsmittel- und Getränkearbeiter gewählt. Der Gründungsverbandstag der NGG Britische Zone und der Verschmelzungsverbandstag 1949 in München wählten ihn in derselben Funktion in den Geschäftsführenden Hauptvorstand. Auf dem Essener Gewerkschaftstag 1962 wählten ihn die Delegierten zum zweiten Vorsitzenden. Auf den Gewerkschaftstagen 1966 (Bremen), 1970 (Berlin) und 1974 (Braunschweig) wurde er zum ersten Vorsitzenden der Gewerkschaft NGG gewählt. Lange Jahre war Stadelmaier Vizepräsident der IUL und seit 1975 Präsident des Europäischen Gewerkschaftsausschusses Nahrung-Genuss-Gaststätten.
Herbert Stadelmaier wurde auf dem Friedhof Ohlsdorf beigesetzt. Die Grabstätte im Planquadrat AA 27 liegt südwestlich von Kapelle 6.

## Schriften
- Unsere gewerkschaftlichen Aufgaben in der Gegenwart und Zukunft. Gewerkschaft Nahrung, Genuss, Gaststätten, Hamburg 1966.